# Несвицкий, Николай Николаевич
Николай Николаевич Несвицкий (1893 (в "Списке офицерских чинов Русского императорского флота. Царстование императора Николая ІІ" указана дата рождения 23 января 1892 г.) —1945) — советский военно-морской деятель, командир эскадры надводных кораблей, контр-адмирал (4.6.1940).

## Биография
На службе с 1911 года. Окончил Морской корпус с производством в чин корабельного гардемарина. Произведен в чин мичман с 16 июля 1914 года. Православный, холост, владел французским языком. Служил в составе 1-го Балтийского флотского экипажа. На эскадренных миноносцах «Разящий», «Самсон» и минном заградителе «Амур» участвовал в военных действиях. В 1915—1916 годах обучался в Минном офицерском классе и в августе-декабре 1916 года в Радиотелеграфном классе. 29 декабря 1916 года присвоен чин лейтенанта.
В наградном листе на награждение Несвицкого Н. Н. орденом Ленина имеется запись о его участии в Октябрьском перевороте и взятии Зимнего дворца 24-28 октября 1917 года.
После 1917 года продолжил службу в РККФ, участник Ледового похода Балтийского флота, командир эсминцев «Азард» и «Самсон». Участник боёв с белофиннами на Ладожском озере 01.05—18.11.1918 год, боёв с англо-эстонско-финским флотом в Балтийском море с 18.11.1918 г. по 01.05.1920 г., в которых контужен в голову и ранен в скулу.  В 1920—1921 годах занимал должность флагманского минного специалиста Действующего отряда Чёрного моря, а в 1921—1923 годах — начальника штаба морских сил Чёрного моря. В 1923—1924 годах командовал канонерской лодкой «Знамя социализма». В 1924—1925 годах служил в штабе Кавказской армии и Украинского военного округа.

Николай Николаевич Несвицкий, как рассказывали, мрачный, суровый и на редкость молчаливый человек. В первую встречу он действительно произвел на нас такое впечатление. На самом же деле, мы после в том убедились, Несвицкий по характеру был хотя и замкнутым, но добрым. Правда, говорил он мало, отрывисто и чуть-чуть в нос, подчас трудно было разобрать, какую команду отдает.

Несвицкий ни перед кем не открывал своей души. В часы отдыха он чаще всего сидел в своей каюте молча, одиноко. Но моряком Несвицкий считался храбрым и отважным. Служил в царском флоте. В гражданскую войну вывел свой корабль «Азард» с минного поля, в то время как три других балтийских эсминца — «Константин», «Гавриил» и «Свобода» — подорвались и погибли. За это его наградили орденом Красного Знамени. Несвицкому принадлежит также большая роль в потоплении английской лодки «Л-55», вторгшейся в наши воды.— Н. Г. Кузнецов. Накануне
Командовал на Черноморском флоте крейсером «Коминтерн» (1927 — 8.1930) и в 1930—1937 годах линейным кораблем «Октябрьская революция». Закончил службу в звании контр-адмирала (флагман 2-го ранга) и командира эскадры надводных кораблей. Участвовал в войне с Финляндией 1939—1940 годов (с 31.11.1939 г. по 12.03.1940 г.) и Великой Отечественной войне (оборона Ленинграда 1941 г.).
Похоронен в Хабаровске, на базе Краснознамённой Амурской флотилии, в сквере у дома Культуры.

## Награды
- Орден Святого Станислава 3-й степени с мечами и бантом (23 ноября 1915)
- Орден Святой Анны 3-й степени с мечами и бантом (21 марта 1916)
- Орден Святой Анны 4-й степени с надписью «За храбрость» (1916)
- Орден Красного Знамени (1928, 1944)
- Орден Красной Звезды (21 апреля 1940)
- медали[4]
- именное оружие и именные золотые часы Наркомата обороны СССР за  отличные стрельбы линкоров

## Сочинения
- Копорская губа. — 4 июня 1919 // Абрамченко В. В.;
- Чернявский С. В. Важнейшие события в войнах и на море в Сев. Атлантике, на Северном, Балтийском, Средиземном и Черноморских морях. Петродворец, 1983. С. 4-5.